# 輝号計画
輝号計画（きごうけいかく）とは、昭和末期から平成初期・中期（平成15年頃）にかけて三自衛隊内で行われていた一連の服務態勢。

## 概要
バブル崩壊前の日本においては自衛官への志願者が少なく、特に第一線部隊においては若年隊員の高年齢化が懸念されていたことから若年隊員を大量確保することを目的に昭和61年に制定され、平成8～9年まで行われた（施策の大半は住環境・待遇面における民間企業との格差の是正であり、細部は部隊等の実情により差異があった） 。
平成中期に入り入隊者が確保されている現状と、ゆとり世代の入隊に伴う規律の維持が困難になってきた現状等を踏まえ、平成17年度までに住環境における職住分離施策や週休2日制などの一部を除き段階的に廃止・縮小となり、「新たな服務態勢」及び防衛庁の省移行に伴う任務の複雑化などの理由から、一連の計画は平成17年度末をもって終了となっている。

## 主に実施されていた内容等

### 生活環境の改善
- 職住分離（職場と居住区は努めて別の隊舎に設置、分離が出来ない場合においても職場が入居する隊舎の上階等に営内を設けることで努めて職場との分離を維持する）
- 電化製品等の持ち込み緩和[1]
- 二段ベッドの廃止[2]と居室内をパーテーションで区切って個室化することで個人の充実を推進し、課業時間外における必要以上の拘束感及び干渉を排除[3]。

### 外出制限等の緩和
- 士長以上の帰隊時限（門限）はその日の課業終了から翌日の課業開始まで
- 1士における特別外出（現・週末等外出）の回数制限を緩和し、かつ中隊等に新たに配属された2士の外出制限を当初の半年から随時1週間程度まで緩和する。
- 営内者における私有車購入及び駐屯地乗り入れ条件の緩和
- 陸曹班における外出許可を班長から小隊長直轄へ（許可印を貰う回数が減る）

### 勤務・服務
- 週休2日制の試行（土曜における勤務時間をこれまでの半日勤務から終日休日扱い）
- 婚姻による営外居住許可を従来の3曹以上から2士に緩和（但し新隊員等教育期間中及び旧曹学・生徒は除く）
- 3曹への昇任枠をこれまでの倍以上に増加させ、かつ給与も定期昇給における増額割合及び昇給回数を増やす
- 期末手当における支給月をこれまでの6月、12月に加え数万円単位の額を3月に支給する[4]（平成12年3月をもって廃止）
- 各種教育・指導等における身体への暴力行為の追放と教育方法の見直し等[5]
- 勤務隊舎における控室等の整備[6]

### 福利厚生等
- 浴場や食堂といった施設を適時近代的な施設へ改築する[7]
- 厚生センターの充実、特に比較的商品の価格が高騰していた防衛共済会直営売店から価格が安価な委託売店への切り替え[8]、マッサージチェアや食堂・喫茶などの施設を充実させる等。またゲームセンターやパチンコ業者によるパチンコ遊具の運営等。従来、隊舎内に設置されていた厚生センターは随時専用の建物にて営業を行うなど環境改善が行われていた。
- 勤務隊舎・生活隊舎のトイレにおける洋式化とウォッシュレットの設置、小便器における自動水洗化工事の実施等